# مسجد بامنار (مهدي شهر)
مسجد بامنار (بالفارسية: مسجد پامنار) هو مسجد تاريخي يعود إلى عصر الساسانيين، ويقع في مهدي شهر.